# Município de White Oak (condado de Wake, Carolina do Norte)
Localização da Carolina do Norte nos E.U.A.
O município de White Oak (em inglês: White Oak Township) é um localização localizado no  condado de Wake no estado estadounidense da Carolina do Norte. No ano 2010 tinha uma população de 72.894 habitantes.

## Geografia
O município de White Oak encontra-se localizado nas coordenadas 35° 44′ 53,55″ N, 78° 51′ 54,03″ O.